# جورج سامبسون (لاعب كريكت)
جورج سامبسون (7 يوليو 1845 في نيوزيلندا - 17 مارس 1911 في نيوزيلندا) (بالإنجليزية: George Sampson)‏ هو لاعب كريكت نيوزلندي.

## وصلات خارجية
- جورج سامبسون على موقع إي آس بي آن كريك إنفو (الإنجليزية)